# Liliana Benard
Liliana Benard (Mendoza, 27 de julio de 1949) es una actriz y guionista argentina.
Es sobrina de la actriz mendocina Elcira Olivera Garcés (1924-2016) ―casada con el guionista Abel Santa Cruz (1915-1995)―, y es prima del cantautor y cineasta mendocino Leonardo Favio (1938-2012) y del escritor y cineasta Jorge Zuhair Jury (1935-).

## Biografía
Liliana Benard nació en la ciudad de Mendoza pero se crio en el barrio de Carapachay, en la localidad de Vicente López, a unos 20 km al noroeste de la ciudad de Buenos Aires.
A mediados de 1970, el reconocido guionista Abel Santa Cruz estaba haciendo una película con Palito Ortega y Ángel Magaña, La familia hippie, dirigida por Enrique Carreras. Les faltaba una actriz adolescente que encarnara a una estudiante de secundaria enamorada del profesor de música Palito Ortega. Como Santa Cruz era esposo de la actriz mendocina Elcira Olivera Garcés, en una visita familiar comentaron que no encontraban una chica «gordita y especial». Le propusieron a Lilianita si quería participar. Liliana ―que tenía 20 años― respondió que ella quería estudiar Psicología. Pero cuando su padre escuchó lo que la chica ganaría por esas pocas semanas de trabajo, la persuadió para que aceptara el trabajo.
Sin embargo, Liliana Benard comenta que ni siquiera fue al estreno de la película. Con su primer sueldo fue corriendo a comprarle ropa a sus sobrinas.
A fines de 1970, un día la llamó Guillermo Bredeston. Como su familia no tenía teléfono, Bredeston había conseguido su teléfono de contacto, una vecina de Carapachay. Liliana Benard atendió, y al escuchar que quien hablaba era Brédeston le replicó: «¡Pero déjese de embromar!», ya que creyó que se trataba de un chiste. Sin embargo Brédeston la contrató para el programa La comedia de los martes, por Canal 9.
Así Benard comenzó su carrera como actriz. Participó en casi 50 novelas de televisión y en varias obras de teatro tanto unipersonales como de directores reconocidos.
Durante mucho tiempo trabajó en las telenovelas y telecomedias de Abel Santa Cruz.
En 1993 comenzó su carrera como autora.
En realidad, siempre le gustó escribir y lo hacía como ejercicio pero sin interés en publicar esos escritos. Hasta que un día su esposo le aconsejó que publicara. Ella aceptó y así vio la luz el exitoso unitario Con pecado concebidas ―que protagonizaron Nora Cárpena, Moria Casán y María Valenzuela― por el que obtuvo un premio Martín Fierro como autora.
Su carrera como guionista fue creciendo rápidamente y algunas ofertas de contratos en el exterior la obligaron a radicarse en los Estados Unidos durante cinco años. En Nueva York ganó los premios ACE y Hola, por Reflejos en el agua, de Alberto Borla.

## Obras

### Televisión
Participó en más de 48 telenovelas.
- 1970: La comedia de los martes, episodio «Pícaro pero honrado», por Canal 13.
- 1971: Así en la villa como en el cielo (telenovela), por Canal 13, con Soledad Silveyra, Guillermo Brédeston y Gabriela Gili; como Julita.
- 1972-1973: Me llaman Gorrión, con Beatriz Taibo, Alberto Martín y Alfonso de Grazia; como Carola.[9]
- 1973: Papá Corazón (telenovela), como la monja Hermana Renata.
- 1978: Juana Rebelde (serie de televisión), como Estela.[10]
- 1979: Andrea Celeste (primera telenovela argentina emitida en color), por ATC, como Felipa.
- 1980: Hola, Pelusa, con Ana María Picchio y Juan José Camero, como Camila.[9][11]
- 1981: Alta Comedia, por Canal 9.
- 1981: El ciclo de Guillermo Brédeston y Nora Cárpena (comedia), episodio «Tiíta Rufa»; como Pirula.[12]
- 1981: Tengo calle, de Abel Santa Cruz, por Canal 9; como Dorotea.[13]
- 1982-1985: Pelito.
- 1983: Domingos de Pacheco.
- 1984: Paloma hay una sola, como Finita.[9]
- 1984-1985: Papá y Mamá se quieren casar, por Canal 13.
- 1985: Finita hay una sola, por Canal 9, como la protagonista, Finita.[9]
- 1990: El duende azul (telenovela), con el dúo Pimpinela; como Paquita.[10] Por esta telenovela fue contratada para actuar en Estados Unidos, junto con los Pimpinela.[14]
- 2004: La niñera como Coca.
- 2005: De gira, de Guillermo Brédeston, por Canal 7, con Cristina Alberó, Arnaldo André, Héctor Calori, Gonzalo Heredia, Emilia Mazer, Jorge Sassi y Alicia Zanca.[15]
- 2011 (21 de diciembre): Hechos y protagonistas (serie de televisión), como ella misma (invitada).[10]
- 2012: El Tabarís, lleno de estrellas (película de televisión).[10]
- 2012-2013: Sos mi hombre, con Luciano Castro y Celeste Cid; como Poldi.[16]
- 2016: Loco por vos, con Juan Minujín y Julieta Zylberberg; como una clienta del avión.
- 2017: Golpe al corazón, con Sebastián Estevanez y Eleonora Wexler; como Reina.

### Cine
- 1971: La familia hippie, dirigida por Enrique Carreras, como la alumna Fornaresio.[17]
- 1974: Papá Corazón se quiere casar, como la monja Hermana Renata.[18]
- 1991: Experto en ortología, dirigida por Andrés Redondo.
- 2001: Tobi y el libro mágico, dirigida por Jorge Zuhair Jury, como la Bruja.
- 2012: La pelea de mi vida, dirigida por Jorge Nisco, como Ramona.[18]

### Teatro
- Ensalada de ternura y tomate.[14]
- Se vende desocupada.[14]
- Hotel.[14]
- Golpe de sol.[14]
- La casa de Bernarda Alba, con el actor mexicano Francisco Gatorno, en el teatro Repertorio Español (en Nueva York).[14]
- La fiesta del chivo, con el actor mexicano Francisco Gatorno, en el teatro Repertorio Español (en Nueva York).[14]
- Reflejos en el agua, obra argentina del escritor Alberto Borla, que le valió el premio ACE como «mejor actriz protagónica», y el premio Hola como «mejor actriz protagónica».[14]
- 2009: El abrelatas, una comedia cuántica, con Gabriela Peret.[19]
- 2009-2010: Escoria, como actriz; obra de teatro dirigida por José María Muscari.[20]
- 2009: El mago de Oz, dirigida por Emyliano Santa Cruz (hijo de Liliana Benard).[21][7]
- 2010-2011: Anastasia (actriz).[22]
- 2012: ¡Cómo ser abuela y estar de novia al mismo tiempo! (autora, actriz), monólogo escrito por ella.[23][24]
- 2013: Viva la copla (actriz), con Juan Carlos Puppo y Maricruz Utrera.[25]
- 2014: Robin Hood (actriz).[26]

### Guionista
- 1993: Con pecado concebidas (unitario), con Nora Cárpena, Moria Casán y María Valenzuela
- 1994: Tres minas fieles (unitario).
- 1995: Inconquistable corazón (telenovela), con Pablo Echarri, Pablo Rago y Paola Krum.
- 2015: Adorable farsante, telecomedia mexicana protagonizada por Jaime Camil.

## Premios
- 1994: premio Martín Fierro por el unitario Con pecado concebidas (1993).
- 1995: nominada al premio Martín Fierro por la miniserie Tres minas fieles (1994).[14]
- 2005: premio Hola, de Nueva York, en el rubro «actuación destacada por una actriz principal», por Reflejos en el agua, obra argentina del escritor Alberto Borla.[14][8][27]
- 2006: premio ACE (Asociación de Cronistas del Espectáculo), de Nueva York, como «mejor actriz visitante», por Reflejos en el agua.[14][8][27]

## Vida privada
Liliana Benard vive en la localidad de Hudson, a 30 km al sudeste de la ciudad de Buenos Aires.
En 1970 se casó con N. Tello, con quien tuvo dos hijos:
- Lorena Tello (actriz y productora) y
- Emyliano Santa Cruz (n. 1975), actor, cantante y director, que ha adoptado el apellido de su tío abuelo Abel Santa Cruz.[8]